# Bulbophyllum humile
Bulbophyllum humile là một loài phong lan thuộc chi Bulbophyllum.